# マイク・セグラ
マイク・セグラ（Mike Segura、本名：ミゲル・アンヘル・ノヴァ（Miguel Angel Nava）、1969年7月29日 - ）は、メキシコのプロレスラー（元覆面レスラー）。メヒコ州出身。

## 来歴
エル・パンテーラ（エル・パンテーラ2号）の元タッグパートナーであったエル・パンテーラ1号（パンテーラ・ネグロ）の兄弟にあたる（兄なのか弟なのか不詳）。
デビューの年は不明。1991年からEMLL（現：CMLL）やAAAにミニ・エストレージャとして出場。
1992年9月6日と12月2日のマスクマンだったオリート時代にはCMLL世界ミニエストラージャ級王座を奪取した。
1995年3月にはW★INGプロモーションに来日。
1996年6月にはIWA・JAPANに来日。
1997年9月には1試合限定でWCWに出場、師匠のエル・パンテーラらとコンビを組んだ。またこのころはAAAでスペル・ノバのマスクマンも用いた。
1998年には主にIWRGを主戦場にし7月26日にはIWRGにてドクトル・セレブロにコントラ・マッチに敗れ素顔になる。以降マイク・セグラのリングネームを用いる。
1999年2月、2002年7月には闘龍門にスペル・ノバとして来日。
2007年1月にはドラディションにマイク“スイシーダ”セグラのリングネームで来日、2月15日にはドクトル・セレブロ、セレブロ・ネグロと組んでファンタズマ・デ・ラ・オペラ、エル・イホ・デル・ディアブロ、エル・ベネノ組を破りIWRGインターコンチネンタルトリオ王座を奪取。
2008年には一時アエロマンとリングネームなる。
現在でもインディを転戦中。

## タイトル歴
EMLL / CMLL / メキシコ連邦区ボクシング・レスリング協会
CMLL世界ミニエストラージャ級王座
IWRG
IWRGインターコンチネンタルトリオ王座（w/ ドクトル・セレブロ、セレブロ・ネグロ）
IWL
IWLインターナショナルジュニアヘビー級王座
DTU
DTUエクストリーム王座
その他
メキシコ州ウェルター級王座